# Tilly (Indre)
Tilly – miejscowość i gmina we Francji, w Regionie Centralnym, w departamencie Indre.
Według danych na rok 1990 gminę zamieszkiwało 198 osób, a gęstość zaludnienia wynosiła 13 osób/km² (wśród 1842 gmin Regionu Centralnego Tilly plasuje się na 941. miejscu pod względem liczby ludności, natomiast pod względem powierzchni na miejscu 874.).